# シェイズ・オブ・ゴッド
『シェイズ・オブ・ゴッド』（Shades of God）は、イングランドのバンド、パラダイス・ロストが1992年に発表した3作目のスタジオ・アルバム。

## 背景
ミュージック・フォー・ネイションズ移籍第1弾アルバムに当たる。グレッグ・マッキントッシュは2017年のインタビューにおいて、本作を自信作として挙げ「俺達がデス・ドゥームからゴシックに移行した時期のアルバムで、パラダイス・ロストを新局面に導いたから、本当に気に入っているよ」と振り返っている。

## 反響・評価
オランダでは1992年6月27日付のアルバム・チャートで初登場100位となり、合計5週チャート入りして最高79位を記録した。一方、母国では全英アルバムチャート入りを果たせなかった。
Eduardo Rivadaviaはオールミュージックにおいて5点満点中4点を付け「バンドは引き続き、アルバムの大部分においてブラック・サバス以降の不吉なギター・リフを基盤としているが、リードギタリストのグレッグ・マッキントッシュは、楽曲にクリーンなメロディと静かなパッセージを持ち込み始め、ボーカリストのニック・ホルムズは、低音のうなり声に代わって本物の歌を披露するようになったことを、初めて印象付けた」と評している。

## 収録曲
特記なき楽曲はニック・ホルムズとグレッグ・マッキントッシュの共作。
1. モータルズ・ウォッチ・ザ・デイ - Mortals Watch the Day – 5:11
2. クライング・フォー・エターニティ - Crying for Eternity – 7:04
3. エンブレイスト - Embraced – 4:29
4. デイライト・トーン - Daylight Torn – 7:53
5. ピティ・ザ・サッドネス - Pity the Sadness – 5:05
6. ノー・フォーギヴネス - No Forgiveness – 7:36
7. ユア・ハンド・イン・マイン - Your Hand in Mine – 7:08
8. ザ・ワード・メイド・フレッシュ - The Word Made Flesh – 4:41
9. アズ・アイ・ダイ - As I Die – 3:49

### 日本盤CD (PCCY-00420)ボーナス・トラック
これら3曲は、いずれもシングル「アズ・アイ・ダイ」のカップリング曲で、「デス・ウォークス・ビハインド・ユー」はアトミック・ルースターのカヴァー、「エターナル」はアムステルダム公演におけるライヴ録音である。
1. レイプ・オブ・ヴァーチュー - Rape of Virtue – 4:48
2. デス・ウォークス・ビハインド・ユー - Death Walks Behind You (Vincent Crane, John Du Cann) – 6:29
3. エターナル（ライヴ） - Eternal (live) – 4:30

## 参加ミュージシャン
- ニック・ホルムズ - ボーカル
- グレッグ・マッキントッシュ - リードギター
- アーロン・エイディ - リズムギター、アコースティック・ギター
- スティーヴ・エドモンドソン - ベース
- マシュー・アーチャー - ドラムス、パーカッション

アディショナル・ミュージシャン
- サラ・マリオン - ボーカル
- ロバート・ジョン・ゴドフリー - キーボード